# Ishi-hime
Ishi-hime, född okänt år, död efter 571, var en japansk kejsarinna (540-571), gift med kejsar Kimmei.
Som gift med Japans första historiskt bekräftade kejsare var hon Japans första bekräftade kejsarinna. 